# Rocket Arena
A Rocket Arena beltéri aréna Clevelandben, Ohióban. Otthona a National Basketball Associationben (NBA) játszó Cleveland Cavaliersnek és az American Hockey League-ben szereplő Cleveland Monstersnek. A Cleveland State Vikings férfi és női csapatának második számú stadionja.
A Rocket Arena 1994 októberében nyílt meg a Gateway Sports and Entertainment Complex részeként, a Progressive Fielddel együtt, amely azon év áprilisában került megnyitásra. A Richfield Coliseum helyett épült, amely addig a régió legfőbb szórakoztatóközpontja és a Cavaliers otthona volt. Ezek mellett kiegészíti az 1990-ben megnyitott Wolstein Centert a Cleveland State Universityn. 1994-es megnyitásától 2005 márciusáig Gund Arena néven volt ismert, mikor Dan Gilbert megvásárolta az elnevezési jogokat és átnevezte Quicken Loans Arenára, a Quicken Loans nevű cége után. 2019 áprilisában átnevezték a jelzálogkölcsön-szolgáltató online szolgáltatása, a Rocket Mortgage után, egy felújítási terv részeként. Az aréna neve 2025-ben változott ismét, mikor a Rocket Mortgage elhagyta a Mortgage szót a cég nevéből.
Kosárlabda mérkőzéseken a befogadóképessége 19,432 fő, míg jégkorong mérkőzéseken akár 18,926 személy is. Gyakran tartanak itt koncerteket és egyéb sporteseményeket is, mint a Közép-Amerikai Főcsoport férfi és női kosárlabdatornáit, 2000 és 2001 óta. A 2007-es női NCAA Kosárlabda Final Fourt is itt tartották, illetve a 2016-os Republikánus Nemzeti Gyűlést.